# Knabenchor Berlin
Der Knabenchor Berlin besteht seit 1993. Er ist aus dem ehemaligen Knabenchor der Berliner Sankt-Hedwigs-Kathedrale hervorgegangen. Im Chor singen derzeit 140 Knaben aus 10 Nationen. Das derzeitige Repertoire des Knabenchors umfasst unter anderem Symphonische Literatur, Opernpartien, Musicals, Oratorien, musikalische Messen, deutsche und lateinische Motetten, Madrigale, Weihnachtslieder sowie Kirchenmusik, vor allem jene von Johann Sebastian Bach.

## Geschichte
Der Ursprung des Chores geht zurück bis in die Gründungszeit des Bistums Berlin. Ein Knabenchor der St. Hedwigs-Kathedrale wird erstmals im 19. Jahrhundert in den Archiven erwähnt. Der von 1934 bis 1963 amtierende Domkapellmeister der St. Hedwigs-Kathedrale Karl Forster belebte diese Tradition neu.
Nach dem Fall der Berliner Mauer gründeten Karl-Ludwig Hecht, damals Chorleiter des Knabenchor der Sankt-Hedwigs-Kathedrale, sowie Regina und Fred Lochmann den Knabenchor mit diesem neuen Namen. Sein künstlerisches Zuhause hat der Chor in der Stechlinsee-Grundschule in Berlin-Friedenau.

## Musikalische Leitung
Die musikalische Leitung des Chores führte von 1986 bis 2023 Karl-Ludwig Hecht. Dieser ist ausgebildeter Kirchenmusiker und studierte Schulmusik. Weiterhin absolvierte er eine Ausbildung zum Trompeter und Dirigenten an der Hochschule für Musik Würzburg. Von 1983 an war er Domkantor des St. Kilian Dom in Würzburg, bevor er 1986 zum Leiter des Knabenchores der St. Hedwigskathedrale und Leiter der erzbischöflichen Kirchenmusikschule in West-Berlin berufen wurde.
Seit 2023 ist Johannes Dasch der musikalische Leiter. Er studierte Schulmusik an der Universität der Künste Berlin und Chordirigieren bei Hans-Christoph Rademann. Seit 2016 arbeitet er als Lehrer am Beethoven-Gymnasium in Berlin-Lankwitz, wo er den Oberstufenchor sowie den Chor der 8. Klassen leitet. Vor dem Knabenchor Berlin war er als Chorleiter von 2017 bis 2022 beim Kammerchor Jeunesse Berlin und seit 2016 bei den gropies berlin tätig.

## Bekannte Chormitglieder
Der Moderator, Schauspieler und Musiker Pete Dwojak war jahrelang Mitglied und trat auch bei den Weihnachtskonzerten von 1988 bis 1995 in der Berliner Philharmonie als Solist auf.